# Януш Камінський
Януш Зиґмунт Камінський (нар. 27 червня 1959, Зембіце) — кінооператор і режисер, дворазовий лауреат премії Оскар.
Дитинство і молодість провів у Польщі. 1981 року виїхав до США. 1982—1987 роках навчався у Колумбійському коледжі у Чикаго. 1988 року закінчив курси Американського кіноінституту. Від 1993 року співпрацює зі Стівеном Спілбергом.
Дворазовий лауреат нагороди Американської кіноакадемії. 1994 року отримав статуетку за фільм «Список Шиндлера», а 1999 — «Врятувати рядового Раяна». 1998 був номінований на цю нагороду за фільм «Амістад», а 2007 — «Скафандр і метелик».
Також є лауреатом нагороди Британської кіноакадемії (BAFTA) і Британської асоціації операторів.

## Фільмографія

### Операторська робота
- Похмурі казки прерій (1990)
- The Terror Within II (1991)
- Cool as Ice (1991)
- Killer Instinct (1991)
- Pyrates (1992)
- Попереду одні неприємності (1993)
- Випуск 61-го (1993)
- Пригоди Гека Фінна (1993)
- Список Шиндлера (1993)
- Little Giants (1994)
- How to Make an American Quilt (1995)
- Tall Tale (1995)
- Джеррі Магуайер (1996)
- Парк Юрського періоду 2: Загублений світ (1997)
- Амістад (1997)
- Врятувати рядового Раяна (1998)
- Штучний розум (2001)
- Особлива думка (2002)
- Спіймай мене, якщо зможеш (2002)
- Термінал (2004)
- Війна світів (2005)
- Мюнхен (2005)
- Скафандр і метелик (2007)
- Індіана Джонс і королівство кришталевого черепа (2008)
- Приколісти (2009)
- Звідки ти знаєш? (2010)
- Пригоди Тінтіна: Таємниця «Єдинорога» (2011)
- Бойовий кінь (2011)
- Лінкольн (2012)
- Суддя (2014)
- Міст шпигунів (2015)
- Великий дружній велетень (2016)
- Секретне досьє (2017)
- Першому гравцю приготуватися (2018)
- Поклик пращурів (2020)
- Осло (2021)
- Вестсайдська історія (2021)
- Фабельмани (2022)
- Уявні друзі (2024)
- Майбутній фільм Стівена Спілберга (2026)

### Режисер
- Lost Souls (2000)
- Hania (2007)
- Подія (телесеріал), епізод "Face Off" (2011)